# Bosque acadiano
El bosque acadiano es un bosque mixto, una zona de transición entre la región boreal conífera del norte de Canadá (Taiga) y la región de bosques caducifolios que se ubican más al sur. Se trata de un bosque característico de regiones marítimas (Provincias marítimas de Canadá y Nueva Inglaterra) que incluye gran diversidad de especies vegetales. En la Canopea (bosque) se distinguen el pino rojo (Pinus resinosa) y la picea roja (Picea rubens) .